# サヴェイジ・アミューズメント
サヴェイジ・アミューズメント（原題:Savage Amusement）は、ドイツの
ハードロックグループスコーピオンズの10枚目のスタジオアルバム。1988年リリース。本作が最後のディーター・ダークスプロデュース作品。

## 収録曲
全作曲：ルドルフ・シェンカー（特記を除く）
1. ドント・ストップ・アット・ザ・トップ - Don't Stop at the Top (4:03)
  - 作詞：クラウス・マイネ、ハーマン・ラレベル
2. リズム・オヴ・ラヴ - Rhythm of Love (3:47)
  - 作詞：クラウス・マイネ
3. パッション・ルールズ・ザ・ゲーム - Passion Rules the Game (3:58)
  - 作詞：クラウス・マイネ / 作曲：ハーマン・ラレベル
4. メディア・オーヴァーキル - Media Overkill (3:32)
  - 作詞：クラウス・マイネ
5. ウォーキング・オン・ジ・エッジ - Walking on the Edge (5:05)
  - 作詞：クラウス・マイネ
6. ウィー・レット・イット・ロック… ユー・レット・イット・ロール - We Let It Rock... You Let It Roll (3:38)
  - 作詞：クラウス・マイネ
7. エヴリ・ミニット・エヴリ・デイ - Every Minute Every Day (4:21)
  - 作詞：クラウス・マイネ
8. ラヴ・オン・ザ・ラン - Love on the Run (3:35)
  - 作詞：クラウス・マイネ、ハーマン・ラレベル
9. ビリーヴ・イン・ラヴ - Believe in Love (5:20)
  - 作詞：クラウス・マイネ

2015年デラックスエディション ボーナストラック
1. テイスト・オヴ・ラヴ (デモ) - Taste of Love (4:35)
  - 作詞：ハーマン・ラレベル
2. エッジ・オヴ・タイム (デモ) - Edge of Time (3:40)
  - 作詞：クラウス・マイネ
3. ファスト・アンド・フューリアス (デモ) - Fast and Furious (3:08)
  - 作曲：マティアス・ヤプス
4. ダンシング・イン・ザ・ムーンライト (デモ) - Dancing in the Moonlight (3:07)
  - 作詞：クラウス・マイネ / 作曲：マティアス・ヤプス
5. リヴィング・フォー・トゥモロウ (デモ) - Living for Tomorrow (3:37)
  - 作詞：クラウス・マイネ
6. アイ・キャント・エクスプレイン - I Can't Explain (3:20)
  - 作詞・作曲：ピート・タウンゼント

## 参加ミュージシャン
スコーピオンズ
- クラウス・マイネ – リードボーカル
- マティアス・ヤプス – リードギター、リズムギター、スライドギター、アコースティックギター、トークボックス
- ルドルフ・シェンカー – リズムギター、リードギター、スライドギター、アコースティックギター、バッキング・ボーカル
- フランシス・ブッフホルツ – ベース、バッキング・ボーカル (Tr.6)
- ハーマン・ラレベル – ドラムス、パーカッション、バッキング・ボーカル (Tr.6)

ゲスト
- リー・アーロン - バッキング・ボーカル (Tr.2)
- ピーター・バルテス - イントロ・ボーカル (Tr.7)